# Amanda Francisco
Amanda Juliana Campos Francisco (Recife, 16 de agosto de 1988) é uma voleibolista indoor brasileira que atuando na posição de  ponteira serviu a Seleção Brasileira desde as categorias de base obtendo a medalha de ouro no Campeonato Sul-Americano Infanto-juvenil de 2004, no Equador, e campeã no Mundial desta categoria, ocorrido em Macau, no ano de 2005. Repetiu tais resultados pela seleção juvenil nos anos de 2006 e 2006, em campeonatos sediados na Venezuela e Tailândia, respectivamente. Pela Seleção Brasileira de Novas conquistou duas medalhas na Universíada de Verão. A primeira foi de ouro, na China, no ano de 2011 e a segunda de prata, conquistada na Rússia em 2013. Em clubes possui o bicampeonato no extinto Torneio Internacional Salonpas Cup nos anos de 2006 e 2007 e prata na edição de 2008, ouro no Torneio Internacional Top Volley de 2006 e 2009, nesta ainda foi bronze em 2011 na Suíça, uma medalha de  prata  e outra de ouro no Campeonato Sul-Americano de Clubes, nos anos de 2009 e 2013, além da medalha de prata no Campeonato Mundial de Clubes de 2013.

## Carreira
Amanda é pernambucana de nascimento, mas passou a infância e adolescência no estado do Rio Grande do Norte, nas cidades de Natal e no município de Touros, quando começou a trilhar sua trajetória no voleibol, iniciando desde a época escolar, quando venceu a edição dos JERNs pelo Colégio Marista em 2005 na categoria juvenil[carece de fontes?] e aos 13 anos foi também atleta do  Natal Volley Club. que revelou no passado a  atacante Virna Dias. Ainda foi atleta do Sport Club do Recife  e do Fluminense
Em 2004 ocorreu sua estreia internacional foi pela Seleção Brasileira quando a representou na categoria infanto-juvenil ao disputar o Campeonato Sul-Americano em Guayaquil-Equador e conquistou o ouro  e q qualificação para o Campeonato Mundial da categoria.Na temporada 2004-05 é contratada pelo  Rexona/Ades .
Pela Seleção Brasileira disputou em 2005 a edição do Campeonato Mundial Infanto-Juvenil  sediado em Macau, vestiu a camisa#13  na conquista do ouro. e apareceu nas estatísticas na quadragésima sexta entre as maiores pontuadoras, na vigésima quinta entre as melhores sacadoras e ainda ocupou a quadragésima primeira posição entre as atletas com melhor defesa
Ainda atuando pelo Rexona/Ades conquistou o título do Campeonato Carioca de 2005.. e conquistou o título da Superliga Brasileira A 2005-06 Novamente serviu a Seleção Brasileira no Campeonato Sul-Americano Juvenil de 2006  em Caracas-Venezuela e obteve o título da competição e a qualificação para o  Mundial Juvenil do ano seguinte
Defendendo o Rexona/Ades conquistou o bicampeonato carioca em 2006  e ainda obteve o ouro no extinto Salonpas Cup de 2006 em São Paulo .., disputou o Torneio Internacional Top Volley  de 2006 conquistando a medalha de ouro na Basileia-Suíça
além do bicampeonato da Superliga Brasileira A  referente a temporada 2006-07.
Em 2007 representou a Seleção Brasileira no Campeonato Mundial Juvenil em Nakhon Ratchasima-Tailândia, novamente vestiu a camisa#13 e conquistou  a medalha de ouro. e figurou entre as melhores atletas, finalizando na trigésima posição entre as maiores pontuadoras, foi a trigésima segunda entre as melhores bloqueadoras, além da vigésima sétima posição entre as melhores defensoras apareceu também nas estatísticas bem colocada no fundamento de levantamento, encerrando na décima quarta posição
Defendeu em mais uma temporada o Rexona/Ades, competindo na temporada 2007-08, obteve o tricampeonato carioca em 2007, ouro no extinto Salonpas Cup no mesmo ano., este sediado em São Paulo e também o título da Copa Brasil de 2007 e sagrou-se tricampeã na Superliga Brasileira A correspondente
Amanda permaneceu no Rexona/Ades para as competições de 2008-09, conquistou tanto o tetracampeonato carioca em 2008.  quanto a medalha de prata em São Paulo o título to extinto Torneio Internacional Salonpas Cup de 2008 prata e o tetra da Superliga Brasileira A
Em 2009 o Rexona/Ades renova seu contrato e passa utilizar a alcunha Unilever/RJ nas competições 2009-10, por este Amanda disputou o Campeonato Sul-Americano de Clubes de 2009 conquistando a medalha de prata, além disso, foi ouro no Top Volley de 2009 novamente na Suíça., mesmo ano que sagrou-se pentacampeã consecutivamente do Campeonato Carioca e conquistou o vice-campeonato da correspondente Superliga Brasileira A
Em sua sétima temporada consecutiva pela Unilever/RJ conquistou o hexacampeonato carioca.. e o pentacampeonato da Superliga Brasileira A correspondente a jornada esportiva 2010-11 Em 2011 foi convocada para Seleção Brasileira de Novas para disputar sua primeira  edição de Universíada de Verão, esta sediada em Shenzhen-China, na qual conquistou a medalha de ouro e neste mesmo ano pelo seu clube Unilever/RJ obtêm o bronze no Torneio Internacional  Top volley 2011 na Suíça
A jornada esportiva 2011-12 representou sua oitava temporada consecutiva na Unilever/RJ conquistando heptacampeonato carioca de forma consecutiva.. e o vice-campeonato da Superliga Brasileira A correspondente a tal jornada Com Unilever/RJ renovou para sua nona temporada de permanência, sagrando-se em 2012  octocampeã carioca consecutivamente e  hexacampeã da Superliga Brasileira A 2012-13
Amanda é utilizada bastante pelo técnico Bernardo Rezende devido seu aproveitamento no saque. Formou-se em Administração de Empresas em 2013.. Em 2013 foi convocada para representar a Seleção Brasileira de Novas na edição da Universíada de 2013, na qual vestiu a camisa#8 e foi a capitã da equipe  que conquistou sua segunda medalha na em participações nesta competição, encerrando com a medalha de prata na Nesse mesmo ano representou  o Unilever/RJ e foi eneacampeã do Campeonato Carioca  e da primeira edição da Copa Brasília de 2013, na qual conquistou o título do torneio.
Pela Unilever, Amanda agora foca na Superliga e Mundial de Clubes e o representou na conquista do ouro no Campeonato Sul-Americano de Clubes de 2013. disputado em Lima-Peru Ainda em 2013, disputou pelo Unilever/RJ o Campeonato Mundial de Clubes em Zurique-Suíça e foi medalhista de prata e mesmo não sendo titular apareceu nas estatísticas em quinquagésimo quinto lugar entre as maiores pontuadoras e na trigésima posição  entre as melhores sacadoras e finalizando a temporada conquistou seu heptacampeonato na Superliga Brasileira A 2013-14 e alcançou o bronze na Copa Brasil de 2014 em Maringá-Paraná
Amanda tem contrato  renovado para sua décima primeira jornada esportiva pelo clube carioca que anunciou em nota oficial tal renovação para as competições de 2014-15, onde conquistou o título da Superliga mais uma vez.Representou o país em sua segunda edição de Universíada de Verão, desta vez em Gwangju, Coreia do Sul, vestiu a camisa ˥, e ao final conquistou o quarto lugar na competição.
Para a temporada 2015-16 foi transferida para o Terracap/Brasília Vôlei, terminando a Superliga na quinta colocação. Renovou o contrato com o mesmo clube para a temporada seguinte, dessa vez ficando em sexto lugar. Por ter sido um dos destaques da Superliga 2016-17, foi convocada para a Seleção Brasileira principal pela primeira vez em 2017. Neste ano conquistou o título do Montreux Volley Masters e do Grand Prix.<Na jornada de 2016-17 alcançou o sexto lugar na Superliga Brasileira A pelo “BRB/Brasília Vôlei”.
Foi convocada para a Seleção Brasileira, conquistando os títulos do Montreux Volley Masters, do Grand Prix de 2017 em Nanquim e do o Campeonato Sul-Americano sediado em Cáli, além do vice-campeonato na Copa dos Campeões realizada no Japão em 2017.
Reforçou o DentilPraia Clube para as competições do período de 2017-18, sagrou-se vice-campeã do Campeonato Mineiro de 2017. e também na Copa Brasil de 2018 realizada em Lages e contribuiu para a melhor campanha do clube na história da Superliga Brasileira A 2017-18 e é finalista e sagrou-se campeã pela primeira vez e foi a melhor jogadora da final
Em 2019 conquistou pela seleção principal a medalha de prata na Liga das Nações, na sequência  sagrou-se campeã do Campeonato Sul-Americano realizado em Cajamarca.

## Títulos e resultados
- Universíada de Verão:2015[49]
- Superliga Brasileira Aː2005-06[2][14],2006-07[2][14], 2007-08[2][14], 2008-09[2], 2010-11[2], 2012-13[37], 2013-14[46], 2014-15 e 2017-18[60]
- Superliga Brasileira Aː2009-10[32] e 2011-12[36]
- Copa Brasilː2007[26]
- Copa Brasil:2018[58]
- Copa Brasilː2014[47]
- Campeonato Mineiro:2017[57]
- Campeonato Cariocaː2005[13], 2006, 2007, 2008[28], 2009[31], 2010[31], 2011[31], 2012[31] e 2013[39]
- JERNsː2005[carece de fontes?]